# Župnija Mošnje
Župnija Mošnje je rimskokatoliška teritorialna župnija Dekanije Radovljica Nadškofije Ljubljana, ki jo upravljajo frančiškani, v župniji pa se nahaja tudi slovensko narodno svetišče na Brezjah. Župnijska cerkev v Mošnjah je posvečena sv. Andreju.

## Sakralni objekti
- Cerkev sv. Andreja, Mošnje, župnijska cerkev
- Cerkev sv. Janeza Krstnika, Spodnji Otok